# Colapso de grúa de La Meca
El colapso de grúa de La Meca se refiere al vuelco de una grúa sobre orugas sobre la Masjid al-Haram, la Gran Mezquita en La Meca, Arabia Saudita. 111 personas murieron y 394 resultaron heridas. La ciudad se preparaba para la peregrinación del Hach.
Las víctimas eran de doce nacionalidades diferentes, con los mayores contingentes de muertes siendo veinticinco bangladesíes y veintitrés egipcios. De los heridos, las nacionalidades más representadas eran 51 paquistaníes y 42 indonesios. El accidente se ha citado como el colapso de grúa más mortífero en la historia moderna, con el incidente anterior más mortal siendo el colapso de una grúa de construcción en la ciudad de Nueva York en 2008, matando a siete personas.

## Antecedentes
El Masjid al-Haram es la mezquita más grande en el mundo y rodea el lugar más sagrado del Islam, la Kaaba, en la ciudad de La Meca. Los musulmanes se dirigen en la dirección de la Kaaba en el desempeño de sus oraciones diarias obligatorias. Uno de los cinco pilares del Islam requiere a cada musulmán realizar la peregrinación Hajj al menos una vez en su vida si es capaz de hacerlo, incluyendo la circunvalación de la Kaaba.
Ha habido muchos incidentes importantes durante el Hajj en los últimos años, provocando la pérdida de miles de vidas. Para evitar estampidas y dar cabida a más peregrinos cada año durante la temporada de Hajj, las autoridades saudíes emprendieron un proyecto de construcción importante para ampliar el complejo de la mezquita en los últimos años. En el momento del incidente las autoridades saudíes se estaban preparando para los cientos de miles de personas que se esperaba que llegaran a la ciudad para el Hajj que comenzaría el 22 de septiembre de 2015. Un funcionario saudí declaró que el Hajj continuaría a pesar del colapso.

## Accidente
| Nacionalidad | Muertos | Heridos | Ref.                 |
| ------------ | ------- | ------- | -------------------- |
| Bangladés    | 25      |         | [ 20 ]               |
| Egipto       | 23      |         | [ 20 ]               |
| Pakistán     | 15      | 51      | [ 14 ] [ 20 ]        |
| Indonesia    | 11      | 42      | [ 21 ]               |
| India        | 11      | 15      | [ 10 ] [ 15 ]        |
| Turquía      | 8       | 21      | [ 22 ] [ 23 ]        |
| Malasia      | 6       | 10      | [ 11 ] [ 20 ]        |
| Nigeria      | 6       |         | [ 24 ]               |
| Reino Unido  | 2       | 3       | [ 15 ] [ 25 ]        |
| Irán         | 11      | 32      | [ 10 ] [ 20 ] [ 26 ] |
| Argelia      | 1       |         | [ 20 ]               |
| Afganistán   | 1       |         | [ 20 ]               |
| Total        | 111     | 394     | [ 3 ] [ 4 ]          |

La autoridad saudí de Defensa Civil confirmó que una grúa se desplomó a través del techo de la mezquita durante los fuertes vientos creados por una poderosa tormenta. El derrumbe mató al menos a 111 personas, 394 heridos y atrapó a muchos peregrinos bajo los escombros.
El incidente ocurrió poco antes de las 5:20 p. m. del viernes, uno de los momentos más intensos de la semana. La grúa cayó en el lado este de la mezquita, con su brazo estrellándose a través del techo. Un testigo informó que la grúa cayó en el tercer piso por encima de Al-Safa y Al-Marwa a las 5:45 p. m. hora local.
Hubo fuertes tormentas de arena en la región durante la semana anterior. Las autoridades dijeron que una hora antes del desastre La Meca estaba experimentando lluvias entre medianas y fuertes. También hubo informes de vientos de más de 40 km/h. Sin embargo, no se confirmó la causa exacta de la caída de la grúa.
Tras el accidente, el gobernador de La Meca, el príncipe Khalid bin Faisal, ordenó una investigación sobre el incidente. Equipos de búsqueda y rescate y trabajadores médicos de la Media Luna Roja de Arabia fueron enviados al sitio. Después de visitar el sitio el 13 de septiembre de 2015, el rey Salmán bin Abdulaziz prometió que el accidente sería investigado y los resultados se harán públicos. Fotos y vídeos que circulan por las redes sociales mostraron muchos muertos y heridos en medio de graves daños en el edificio.
Después de recibir el informe sobre la investigación del incidente, el rey Salman ordenó el 15 de septiembre, sólo cuatro días después del incidente, que los altos funcionarios del Grupo Saudi Binladin sean prohibidos de viajar fuera del reino y el grupo fue también suspendido de tomar nuevos proyectos. El informe colocó la culpa por el accidente en parte de la empresa constructora. Un anuncio de la corte real realizado por la Agencia de Prensa Saudita dijo que el rey estaba revisando el informe de la Comisión de Investigación de Accidentes, que sugirió la negligencia por parte del Grupo Saudi Binladin, pero llegó a la conclusión de que se encontró una «ausencia de sospecha criminal». Según el informe, «la razón principal del accidente fueron los vientos fuertes mientras que la grúa estaba en una posición incorrecta».
Bandar Al Hajjar, ministro de Hajj saudí de la época, declaró que el Hajj ese año sería el último en ser afectados por las reducciones en las cuotas de peregrinación debido a trabajos de construcción, diciendo «A partir de la próxima temporada de Hajj, el número de peregrinos aumentará a 5 millones y luego a 30 millones en los próximos cinco años».

## Grúa

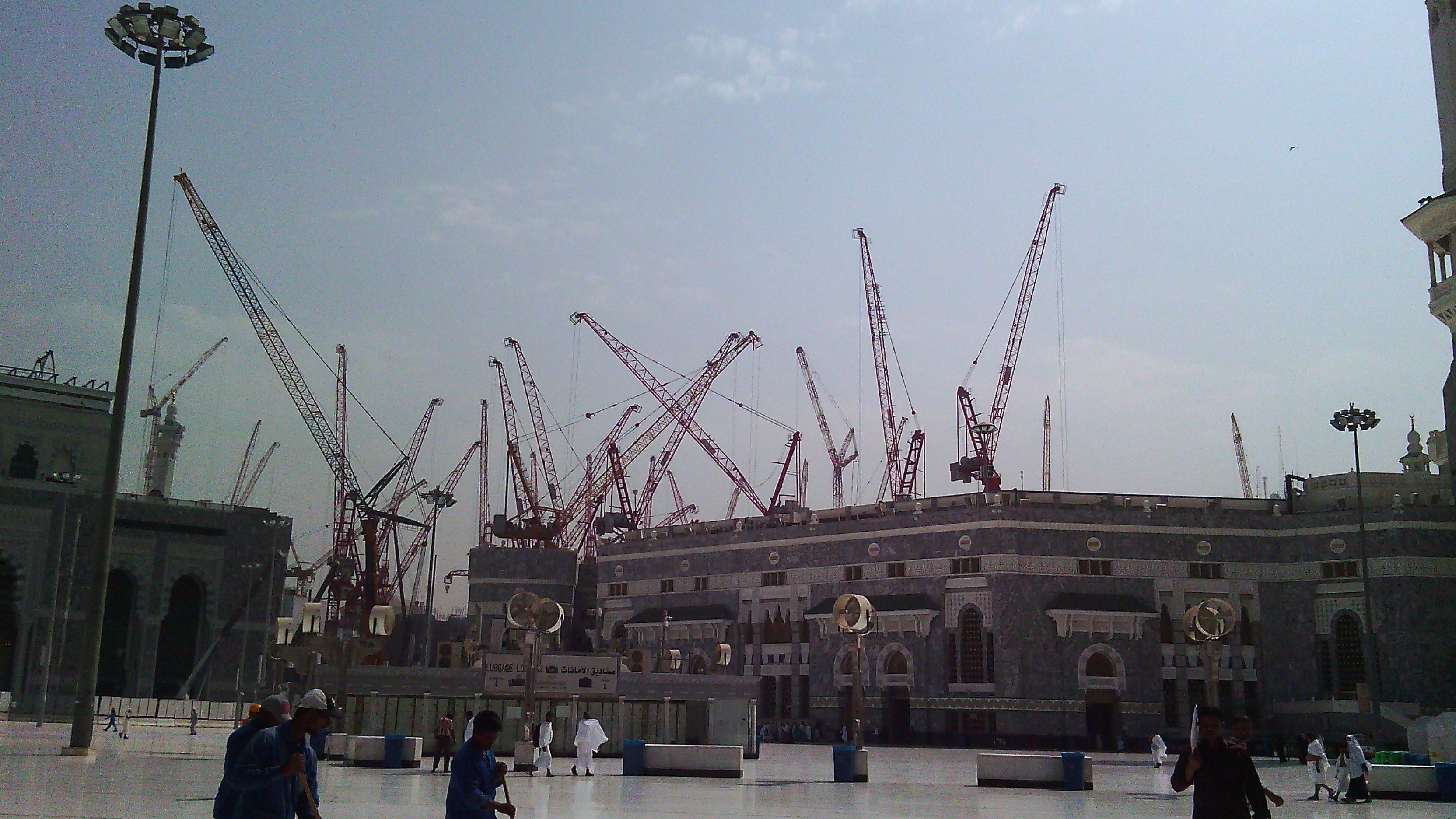
Otra vista de la construcción de la Gran Mezquita, que muestra grúas del tipo de la que se derrumbó.

La grúa sobre orugas LR 11350 Liebherr de fabricación alemana envuelta en el incidente era operada por el Grupo Saudi Binladin, quienes dirigen la expansión de la Gran Mezquita y también son responsables de una gran cantidad de importantes contratos de construcción en Arabia Saudita. El Grupo Saudi Binladin es la segunda empresa constructora más grande en el mundo y fue fundada por el multimillonario Mohammed bin Laden. Un ingeniero del grupo dijo que la grúa se erigió en «una forma muy profesional», y el accidente fue un «caso fortuito». El grupo Liebherr respondió al accidente mediante el envío de ingenieros e ingenieros locales de su planta de fabricación de grúas en Ehingen, Alemania para ayudar en la investigación del accidente y para ayudar en el establecimiento. Expertos del grupo Liebherr que participaron en la investigación del colapso no encontraron fallas estructurales en la grúa. Su informe indicó que 190 metros de largo brazo de la grúa no estaban lo suficientemente asegurados por sus operadores con el fin de soportar los fuertes vientos presentes en el día de la caída, y que el uso de esa grúa en esos vientos de 80-105 km/h estaba fuera de los parámetros de funcionamiento recomendados por el fabricante. Saudi Gazette informó que Khalid bin Faisal, el emir (gobernador) de La Meca, había ordenado al Grupo Binladin trasladar la grúa de las zonas peatonales e implementar medidas de seguridad para evitar que los peregrinos entren en la zona de construcción, once días antes del accidente.
Una fuente dentro del departamento de ingeniería de la mezquita declaró que la grúa fue retirada de la mezquita y no sería reconstruida. La fuente dijo que, en coordinación con la Defensa Civil, todas las 100 grúas aún presentes cerca del Haram fueron inspeccionadas y se encontraron seguras.

## Reacciones
Irfan al-Alawi, cofundador de la Fundación de Investigación del Patrimonio Islámico, criticó a las autoridades saudíes, creyendo que su reurbanización de los lugares sagrados no estaba sólo dañando la historia, sino también poniendo la vida de muchos peregrinos en riesgo.
El primer ministro de Malasia, Najib Razak, pidió ayuda inmediata para los peregrinos de Malasia que resultaron heridos en el incidente. El presidente de Irán, Hasán Rouhaní ofreció personal médico para ayudar a las víctimas. El portavoz del Ministerio de Relaciones Exteriores de Pakistán dijo que un equipo médico paquistaní se dedica a proporcionar tratamiento médico a los heridos.
Otros líderes de todo el mundo ofrecieron sus condolencias. Jeque Mohammed bin Zayed Al Nahyan, príncipe heredero de Abu Dabi, oró para que «Alá Todopoderoso que conceda las almas de los demás fallecidos en la paz y el perdón y la concesión de los heridos una pronta recuperación». El Ministro de Asuntos Exteriores de Canadá, Rob Nicholson declaró que estaba «profundamente entristecido» y ofreció «condolencias a los familiares y amigos de las víctimas».
El primer ministro de India Narendra Modi dijo que sus «pensamientos y oraciones están con las familias de los que perdieron la vida en el accidente de la grúa en la Meca» y deseaba una «rápida recuperación» a los heridos. El presidente de Nigeria, Muhammadu Buhari instó a «todos los nigerianos a orar por la seguridad permanente de sus compatriotas que se encuentran actualmente en Arabia Saudita para la peregrinación de este año». El presidente de Singapur, Tony Tan Keng Yam extendió sus «más profundas y sinceras condolencias» al rey y al pueblo de Arabia Saudita, y afirmó que «nuestros pensamientos y oraciones están con las familias de las víctimas durante este difícil momento».
El presidente de Sudáfrica, Jacob Zuma, y el presidente de Rusia, Vladímir Putin, ofrecieron sus condolencias. El Patriarca Cirilo I de Moscú escribió que «fue con angustia que me enteré de la noticia de que cientos de personas que se encontraban en una peregrinación a La Meca fueron muertos y heridos». El primer ministro del Reino Unido, David Cameron, escribió en Twitter que sus «pensamientos y oraciones están con aquellos que han perdido a sus seres queridos en la Meca de hoy». El Secretario de Estado de Estados Unidos, John Kerry emitió un comunicado que Estados Unidos apoyaba a Arabia Saudita y a «todos los musulmanes alrededor del mundo a raíz de este incidente terrible en uno de los sitios más sagrados del Islam».

## Indemnización a las víctimas
El rey Salmán bin Abdulaziz de Arabia Saudita ordenó que un millón de riyales saudíes (US$ 266 000) se abonaran en concepto de indemnización a las familias de los que murieron en el derrumbe de la grúa, y que dos familiares de cada uno de los fallecidos han de ser invitados del rey para el Hajj en 2016. El rey saudí ordenó otro millón de riyales a ser pagados a cada víctima de la caída con una discapacidad permanente, y medio millón de riyales (US$ 133 000) a pagar como indemnización a las víctimas sin lesiones duraderas. El rey Salmán también decretó que estas compensaciones no impedirán demandas legales privadas por los heridos y las familias de los fallecidos.